# Сергеевка (Белгородская область)
Сергеевка — село в Старооскольском городском округе Белгородской области, входящее в состав Знаменской сельской территории. Расстояние до Старого Оскола составляет 42 км.

## История
Деревня Сергеевка, по преданию, заселена во второй половине XVIII века. Вероятно, это было поместье князя Сергея Меншикова, отсюда и пошло название села.
В 1859 году Сергеевка относилась к Нижнедевицкому уезду Воронежской губернии. К 1890 году деревня — часть Старооскольского уезда Спасской волости, 311 жителей.
В 1914 году в деревне построена начальная школа, за средства Нижнедевицкого уездного земства.
В мае 1918 года в Сергеевке был создан комитет бедноты.
С июля 1928 года деревня Сергеевка — в Знаменском сельсовете Шаталовского района. В 1932 году в Сергеевке было 489 жителей.
К концу 1929 года в деревне образовался колхоз «Соревнователь».
С 6 января 1954 года Сергеевка вошла в организовавшуюся Белгородскую область.
В 1997 году в селе насчитывалось 63 домовладения и 118 жителей.

## Население
| 2002 | 2010 |
| ---- | ---- |
| 137  | ↘89  |